# Ярхичи-Миёна
Ярхичи-Миёна (тадж. Ярхичи Миёна) — село в Раштском районе Таджикистана. Входит в состав сельской общины (джамоата) Хоит. Расстояние от села до центра района (пгт Гарм) — 74 км, до центра джамоата (село Хоит) — 10 км. Население — 534 человек (2017 г.), таджики. Население в основном занято сельским хозяйством.